# リチャード・グロバム・ハウ (第2代準男爵)
第2代準男爵サー・リチャード・グロバム・ハウ（英語: Sir Richard Grobham Howe, 2nd Baronet、1621年8月28日 – 1703年5月3日）は、イングランド王国の政治家。ウィルトシャーの地主の1人として、1650年代から1690年代にかけての選挙で当選することが多かったが、議会ではあまり活動的ではなかった。

## 生涯
初代準男爵サー・ジョン・ハウと妻ブリジット（Bridget、旧姓リッチ（Rich、1596年ごろ – 1642年6月15日、トマス・リッチの娘）の長男として、1621年8月28日に生まれた。1640年3月27日にオックスフォード大学ハート・ホールに、1641年2月24日にリンカーン法曹院に入学した。父はイングランド内戦中の1645年5月に王党派から議会派に転身し、120ポンドの罰金を支払って議会派から容認された人物であり、ハウも1648年にグレート・ウィッシュフォード（ウィルトンから約3マイルのところにある地所）を父から与えられた後はウィルトシャーの地方官職に就任するようになり、1650年から1652年までウィルトシャーの治安判事を務めた後、1656年に治安判事に再任、1660年にウィルトシャー民兵隊での職務にも就任した。
第二議会でウィルトシャー選挙区の、第三議会でウィルトン選挙区の代表として議員に選出されたが、1660年イングランド総選挙ではウィルトン市長ウィリアム・ヒューズ（William Hewes）との争いが生じた。このとき、フランシス・スワントンとヒューズの当選宣告には14人の署名があり、地方自治体の印鑑も押されたが、市民借地権所有者7人がスワントンとハウの当選宣告を承認した。議会ではヒューズが多数票を得たと認めたものの、ヒューズに自身の当選を宣告する権限がないとして6月14日にヒューズとハウの当選無効を決定、27日の補欠選挙でハウが全会一致で当選した。この総選挙で選出された1660年仮議会において、ハウの活動は少なく、翌年の総選挙で議席を得られず議員を退任した。
1665年ごろに騎士爵に叙された。1668年にウィルトシャー州長官を務め、1670年にウィルトシャー副統監に就任した。1671年ごろに父が死去すると、準男爵位を継承した。
1675年5月、トマス・シンの推薦を受けてウィルトシャー選挙区の補欠選挙に出馬、ウィルトシャー統監の第4代サマセット公爵ジョン・シーモアもハウの立候補を支持したため、ハウは無投票で当選した。2度目の議員期でも活動が少なかったものの、野党の1人に数えられた。1679年3月イングランド総選挙で再選したが、この総選挙で選出された第1次排除法議会で王位排除法案に反対票を投じたため、同年9月の総選挙で議席を1人目の妻の兄弟にあたる第3代準男爵サー・ウォルター・シンジョンに譲ることを余儀なくされ、自身は家族の影響力が大きいヒンドン選挙区で当選した。1680年にウィルトシャーの治安判事から解任された後、1681年イングランド総選挙でヒンドン選挙区から出馬して再選したが、議会活動は引き続き少なく、1685年イングランド総選挙に出馬せず、議員を退任した。
おそらく1688年6月にウィルトシャー副統監から解任されたが、名誉革命後の1688年10月に再任、1689年ごろにはウィルトシャーの治安判事にも復帰した。1689年イングランド総選挙に出馬しなかったが、1690年イングランド総選挙でウィルトン選挙区から出馬した。息子が一緒に出馬しなかったため、1人で第8代ペンブルック伯爵トマス・ハーバートの支持するトーリー党候補2名と対決することになったが、ハウは当選に成功した。3度目の議員期でも活動は少なかったが、ホイッグ党の一員に数えられた。1695年イングランド総選挙に出馬せず、議員を退任した。
1703年5月3日に死去、12日にグレート・ウィッシュフォードで埋葬された。5人の息子のうち、4人に先立たれており、次男リチャード・グロバムが準男爵位と遺産を継承した。

## 家族
1642年までにルーシー・シンジョン（Lucy St. John、1658年3月29日埋葬、初代準男爵サー・ジョン・シンジョンの娘）と結婚、5男4女をもうけた。
- ジョン（1669年6月28日埋葬[4]）
- リチャード・グロバム（1651年ごろ – 1730年7月3日） - 第3代準男爵[4]
- エドワード（1654年7月23日埋葬[4]）
- グロバム（1657年1月4日洗礼 – 1672年12月19日埋葬） - 1672年4月25日、リンカーン法曹院に入学[4]
- ウォルター（1658年5月23日洗礼 – 1659年12月1日埋葬[4]）
- アン（1645年ごろ – 1714年8月8日） - 1686年5月21日、第2代準男爵サー・オーガスティン・パルグレイヴ（1629年12月1日洗礼 – 1711年3月13日）と結婚、子供あり[4]
- ルーシー（1686年12月28日没） - エドマンド・ウォラー（Edmund Waller、1667年9月21日没）と結婚[4]
- バーバラ（1701年12月19日以降没） - リチャード・チャンドラー（Richard Chandler）と結婚[4]
- エリザベス（1658年ごろ – ?） - 1677年6月1日、ジェームズ・クレイトン（James Clayton、1640年ごろ – 1704年11月28日）と結婚、子供あり[4]

アン・ダットン（Anne Dutton、旧姓キング（King）、ロンドン主教ジョン・キングの四女、ジョン・ダットン（1647年1月14日没）の未亡人）と再婚したが、2人の間に子供はいなかった。